# Primera División 2011/2012
Soutěžní ročník Primera División 2011/12 (podle sponzora zvaný taktéž Liga BBVA 11/12 nebo Liga Nacional de Fútbol Profesional (LFP)), je 81. ročníkem nejvyšší španělské fotbalové ligy Primera División. Soutěž byla započata 21. srpna 2011 a poslední kolo je na programu 13. května 2012. Soutěže se účastní celkem 20 týmů. Sedmnáct jich postoupilo z minulého ročníku a spadnuvší týmy nahradily 3 nové ze Segunda División.
Soutěži už několik let v řadě vládnou dva týmy, FC Barcelona a Real Madrid. Ne jinak tomu bylo i tento ročník a o titul bojovaly prakticky jen tito nesmiřitelní rivalové. Letošní soutěžní ročník však nepřinesl vzájemný finálový souboj Copa del Rey 2011/12 (Barcelona vyřadila Real ve čtvrtfinále) ani v Lize mistrů UEFA, kde oba týmy překvapivě vypadly v semifinále. Rozhodujícím faktorem byla velká ztráta bodů Barcelony se slabšími soupeři zejména v počátku soutěže. Real toho využil a vypracoval si dostatečný náskok. Jenže prohra v podzimním El-Clásico na Estadio Santiago Bernabéu (Madrid) 1-3 znovu nastartovala uvadající šance Barcelony . Série 11 výher pak přiblížila Barcelonu k Realu na rozdíl 4 bodů právě před domácím duelem s bílým baletem.
Jenže 35. kolo nedopadlo pro fanoušky Barcy šťastně, protože Real Madrid zvítězil na Camp Nou 2-1 a 4 zápasy před koncem odskočil na rozdíl 7 bodů. Poté zvítězil i v následujících dvou zápasech a o titulu tak znovu rozhodlo 36. kolo (odložené 20.). Nedostižný náskok 7 bodů znamenal, že Real Madrid slavil 32. mistrovský titul a po třech letech vystřídal Barcelonu na trůnu Primera División .

## Složení ligy v tomto ročníku

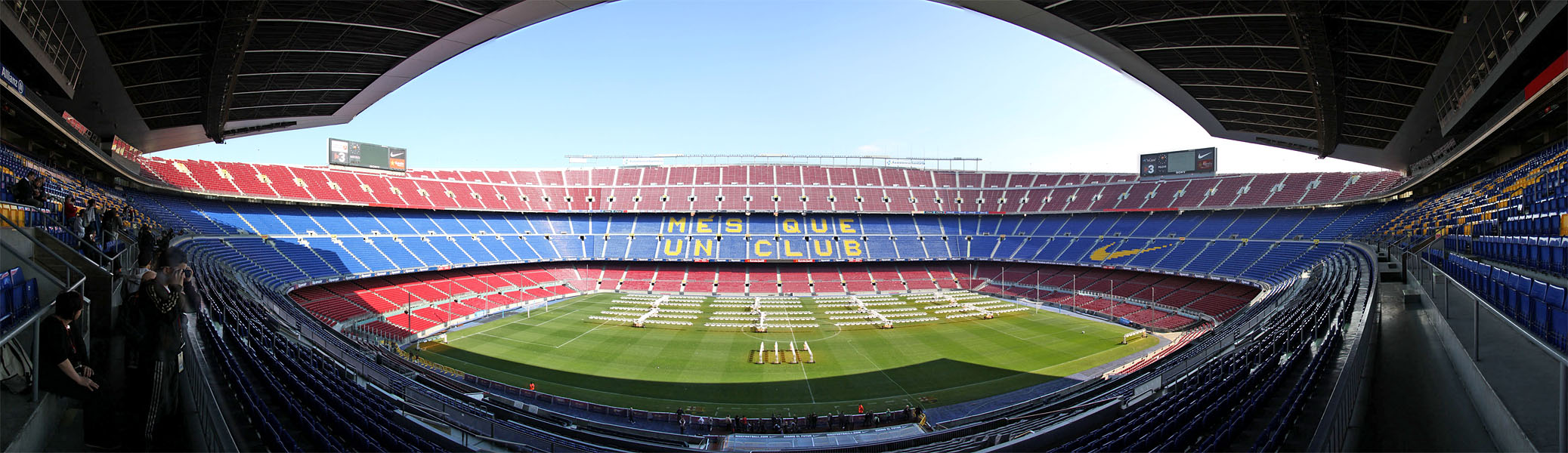
Camp Nou, stadion FC Barcelona, kapacita 99.354

Po minulém ročníku soutěž opustili poslední tři týmy. Do Segunda División sestoupili osmnáctí Deportivo de La Coruña, devatenáctí Hércules CF a dvacátí UD Almería. Deportivo sestoupilo z Primera División po dlouhých dvaceti letech a postarali se o zřejmě největší překvapení předešlého ročníku.
Tyto tři týmy byly nahrazeny vítězem Segunda División 2010/11, kterým byl Betis Sevilla, a druhým týmem - Rayo Vallecano. Třetím postupujícím byl vítěz Národního Play Off, kterým se stal 5. tým druhé ligy Granada CF. Tento tým se vrátil do nejvyšší soutěže po 35 letech strávených ve druhé, třetí i čtvrté lize.
| Klub                | 2010/11          | Město         | Stadión                   |
| ------------------- | ---------------- | ------------- | ------------------------- |
| Athletic Bilbao     | 6.               | Bilbao        | San Mamés                 |
| Atlético Madrid     | 7.               | Madrid        | Vicente Calderón          |
| FC Barcelona        | Zlatá medaile    | Barcelona     | Camp Nou                  |
| Betis Sevilla       | 2. liga          | Sevilla       | Benito Villamarín         |
| RCD Espanyol        | 8.               | Barcelona     | Estadi Cornellà-El Prat   |
| Getafe CF           | 16.              | Getafe        | Coliseum Alfonso Pérez    |
| Granada CF          | 2. liga          | Granada       | Nuevo Los Cármenes        |
| Levante UD          | 14.              | Valencie      | Estadi Ciutat de València |
| Málaga CF           | 11.              | Málaga        | La Rosaleda               |
| RCD Mallorca        | 17.              | Palma         | Iberostar Estadio         |
| CA Osasuna          | 9.               | Pamplona      | Estadio Reyno de Navarra  |
| Racing de Santander | 12.              | Santander     | El Sardinero              |
| Rayo Vallecano      | 2. liga          | Madrid        | Estadio de Vallecas       |
| Real Madrid         | Stříbrná medaile | Madrid        | Santiago Bernabéu         |
| Real Sociedad       | 15.              | San Sebastián | Estadio Anoeta            |
| Sevilla FC          | 5.               | Sevilla       | Ramón Sánchez Pizjuán     |
| Sporting de Gijón   | 10.              | Gijón         | El Molinón                |
| Valencia CF         | Bronzová medaile | Valencie      | Estadio Mestalla          |
| Villarreal CF       | 4.               | Villarreal    | El Madrigal               |
| Real Zaragoza       | 13.              | Zaragoza      | La Romareda               |

## Tabulka
Aktuální k 13. květnu 2012
| Poř. | Tým                    | Z  | V  | R  | P  | VG  | OG | B   |
| ---- | ---------------------- | -- | -- | -- | -- | --- | -- | --- |
| 1.   | Real Madrid            | 38 | 32 | 4  | 2  | 121 | 32 | 100 |
| 2.   | FC Barcelona           | 38 | 28 | 7  | 3  | 114 | 29 | 91  |
| 3.   | Valencia CF            | 38 | 17 | 10 | 11 | 59  | 44 | 61  |
| 4.   | Málaga CF              | 38 | 17 | 7  | 14 | 54  | 53 | 58  |
| 5.   | Atlético Madrid 1      | 38 | 15 | 11 | 12 | 53  | 46 | 56  |
| 6.   | Levante UD             | 38 | 16 | 7  | 15 | 54  | 50 | 55  |
| 7.   | CA Osasuna             | 38 | 13 | 15 | 10 | 44  | 61 | 54  |
| 8.   | RCD Mallorca           | 38 | 14 | 10 | 14 | 42  | 46 | 52  |
| 9.   | Sevilla FC             | 38 | 13 | 11 | 14 | 48  | 47 | 50  |
| 10.  | Athletic Bilbao 2      | 38 | 12 | 13 | 13 | 49  | 52 | 49  |
| 11.  | Real Sociedad          | 38 | 12 | 11 | 15 | 46  | 52 | 47  |
| 12.  | Betis Sevilla          | 38 | 13 | 8  | 17 | 47  | 56 | 47  |
| 13.  | Getafe CF              | 38 | 12 | 11 | 15 | 40  | 51 | 47  |
| 14.  | RCD Espanyol           | 38 | 12 | 10 | 16 | 46  | 56 | 46  |
| 15.  | Rayo Vallecano         | 38 | 13 | 4  | 12 | 53  | 73 | 43  |
| 16.  | Real Zaragoza          | 38 | 12 | 7  | 19 | 36  | 61 | 43  |
| 17.  | Granada CF             | 38 | 12 | 6  | 20 | 35  | 56 | 42  |
| 18.  | Villarreal CF          | 38 | 9  | 14 | 15 | 39  | 53 | 41  |
| 19.  | Real Sporting de Gijón | 38 | 10 | 7  | 21 | 41  | 69 | 37  |
| 20.  | Racing de Santander    | 38 | 4  | 15 | 19 | 28  | 63 | 27  |

Poznámky
- Z = Odehrané zápasy; V = Vítězství; R = Remízy; P = Prohry; VG = Vstřelené góly; OG = Obdržené góly; B = Body
- 1  Atlético Madrid zvítězilo v Evropské lize UEFA 2011/12 a zajistilo si přímý postup do dalšího ročníku.
- 2  Athletic Bilbao postoupilo do 3. předkola Evropské ligy jako poraženy finalista Copa del Rey 2011/12.

|  | Přímý postup do Ligy mistrů 2012/13              |
|  | Postup do Play-off Ligy mistrů 2012/13           |
|  | Přímý postup do Evropské Ligy UEFA 2012/13       |
|  | Postup do Play-off Evropské Ligy UEFA 2012/13    |
|  | Postup do 3. předkola Evropské Ligy UEFA 2012/13 |
|  | Sestup do Segunda División                       |

## Střelecká listina

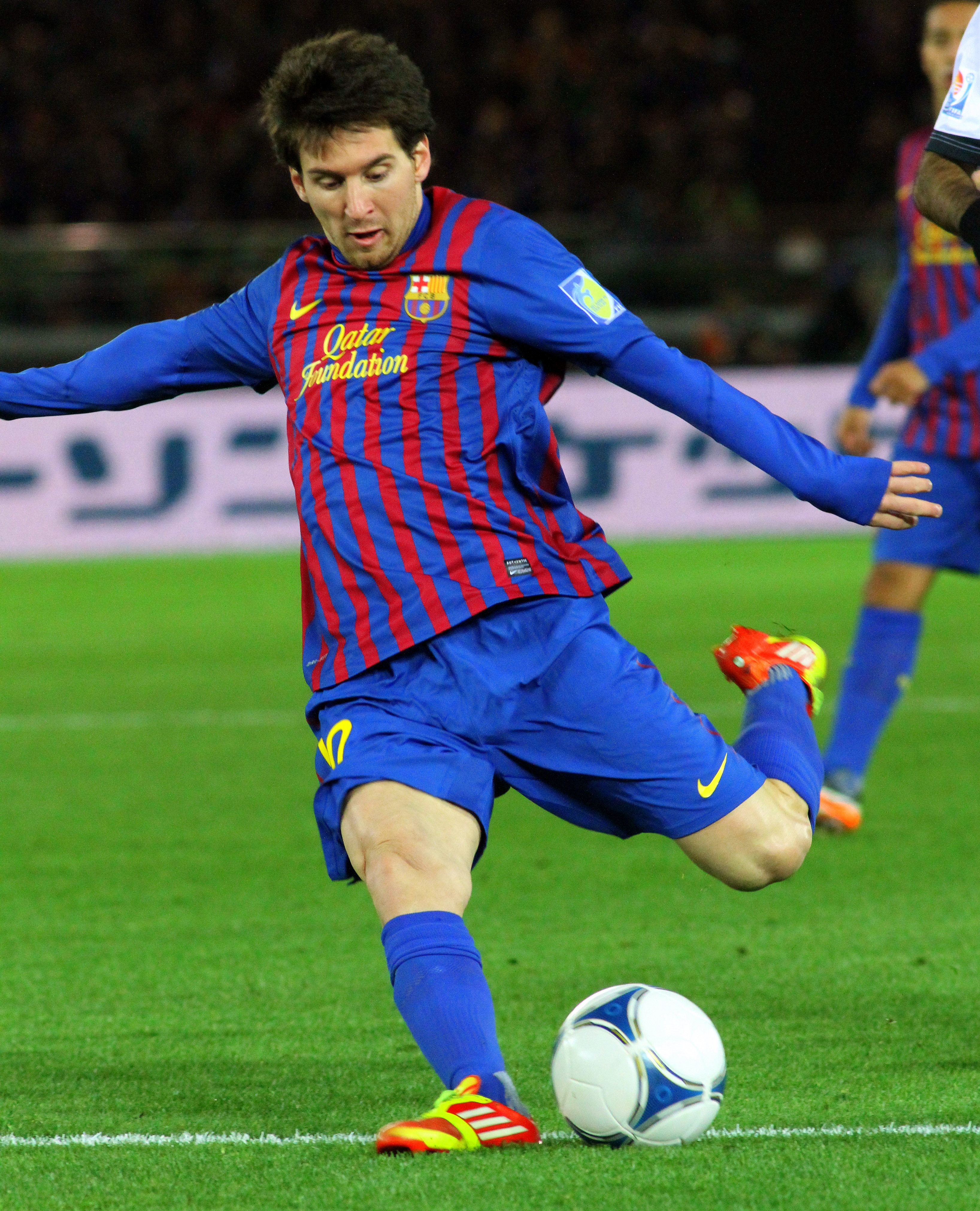
Nejlepší střelec Primera División 2011/12 a držitel rekordu nastřílených gólů (50) v soutěži - Lionel Messi.

Střelecké dostihy v posledních sezónách Primera División, započatě příchodem Cristiana Ronalda do Realu Madrid vyvrcholili překonáním všech rekordů v této sezoně. Lionel Messi z FC Barcelona nastřílel během 37 zápasů 50 branek a překonal rekord Cristiana Ronalda (40 branek) z minulého ročníku. Ten však svůj rekord překonal také, když vstřelil 46 gólů, což je nejvyšší počet, jaký nestačil na zisk trofeje pro nejlepšího střelce v jakékoliv z předních světových lig. Aby o rekordy nebyla nouze, překonal Lionel Messi i absolutní rekord v počtu branek ve všech soutěžích během jedné sezony. Ten držel z roku 1972/73 Gerd Müller s počtem 68 branek. Lionel Messi jich nastřílel v sezoně 2011/12 celkem 73 a posunul rekord o 5 branek.
| P. | Nár               | Hráč              | Tým             | Branky |
| -- | ----------------- | ----------------- | --------------- | ------ |
| 1. | Argentina         | Lionel Messi      | FC Barcelona    | 50     |
| 2. | Portugalsko       | Cristiano Ronaldo | Real Madrid     | 46     |
| 3. | Kolumbie          | Radamel Falcao    | Atlético Madrid | 24     |
| 4. | Argentina         | Gonzalo Higuaín   | Real Madrid     | 22     |
| 5. | Francie           | Karim Benzema     | Real Madrid     | 21     |
| 6. | Španělsko         | Fernando Llorente | Athletic Bilbao | 17     |
| 6. | Španělsko         | Roberto Soldado   | Valencia CF     | 17     |
| 8. | Španělsko         | Rubén Castro      | Betis Sevilla   | 16     |
| 9. | Pobřeží slonoviny | Arouna Koné       | Levante UD      | 15     |
| 9. | Španělsko         | Michu             | Rayo Vallecano  | 15     |

Zdroj: Liga BBVA

## Výsledky
| 1. kolo*       | 1                           | 20. kolo        |
| 22. ledna 2012 |                             | 22. května 2012 |
| 0-4            | Real Sociedad-Atl Madrid    | 1-1             |
| 3-0            | Villarreal-Sporting Gijón   | 3-2             |
| 1-1            | Betis-Siviglia              | 2-1             |
| 1-1            | Osasuna-Valencia            | 0-4             |
| 1-2            | Racing-Getafe               | 1-1             |
| 3-0            | Espanyol-Granada            | 1-2             |
| 0-0            | Levante-Saragozza           | 0-1             |
| 0-1            | Rayo-Maiorca                | 0-1             |
| 1-4            | Málaga-Barcellona           | 1-4             |
| 4-1            | Real Madrid-Athletic Bilbao | 3-0             |

| 4. kolo       | 4                       | 23. kolo       |
| 18. září 2011 |                         | 12. února 2012 |
| 4-0           | Atl Madrid-Racing       | 0-0            |
| 0-1           | Sporting Gijón-Valencia | 0-4            |
| 8-0           | Barcellona-Osasuna      | 2-3            |
| 1-0           | Siviglia-Real Sociedad  | 0-2            |
| 1-0           | Granada-Villarreal      | 1-3            |
| 0-1           | Maiorca-Malaga          | 1-3            |
| 2-3           | Athletic Bilbao-Betis   | 1-2            |
| 2-1           | Saragozza-Espanyol      | 2-0            |
| 0-1           | Getafe-Rayo             | 0-2            |
| 1-0           | Levante-Real Madrid     | 2-4            |

| 7. kolo  | 7                             | 26. kolo  |
| 2. října |                               | 4. března |
| 0-1      | Sporting Gijón-Barcellona     | 1-3       |
| 0-0      | Atl Madrid-Siviglia           | 1-1       |
| 1-0      | Valencia-Granada              | 1-0       |
| 2-2      | Osasuna-Maiorca               | 1-1       |
| 1-2      | Real Sociedad-Athletic Bilbao | 0-2       |
| 2-2      | Villarreal-Saragozza          | 1-2       |
| 3-2      | Málaga-Getafe                 | 3-1       |
| 0-1      | Betis-Levante                 | 1-3       |
| 0-4      | Espanyol-Real Madrid          | 0-5       |
| 1-1      | Racing-Rayo                   | 2-4       |

| 10. kolo       | 10                         | 29. kolo        |
| 26. října 2011 |                            | 21. března 2012 |
| 2-2            | Siviglia-Racing            | 3-0             |
| 0-1            | Granada-Barcellona         | 3-5             |
| 1-2            | Maiorca-Sporting Gijón     | 3-2             |
| 3-0            | Athletic Bilbao-Atl Madrid | 1-2             |
| 0-1            | Saragozza-Valencia         | 2-1             |
| 2-2            | Getafe-Osasuna             | 0-0             |
| 3-2            | Levante-Real Sociedad      | 3-1             |
| 3-0            | Real Madrid-Villarreal     | 1-1             |
| 2-0            | Rayo-Málaga                | 2-4             |
| 1-0            | Espanyol-Betis             | 1-1             |

| 13. kolo      | 13                       | 32. kolo |
| 20. listopadu |                          | 8. dubna |
| 2-2           | Granada-Maiorca          | 0-0      |
| 1-2           | Siviglia-Athletic Bilbao | 0-1      |
| 4-0           | Barcellona-Saragozza     | 4-1      |
| 2-1           | Sporting Gijón-Getafe    | 0-2      |
| 3-2           | Atl Madrid-Levante       | 0-2      |
| 2-3           | Valencia-Real Madrid     | 0-0      |
| 0-0           | Osasuna-Rayo             | 0-6      |
| 0-0           | Real Sociedad-Espanyol   | 2-2      |
| 1-0           | Villarreal-Betis         | 1-3      |
| 1-3           | Racing-Málaga            | 0-3      |

| 16. kolo     | 16                       | 35. kolo  |
| 11. prosince |                          | 22. dubna |
| 1-1          | Athletic Bilbao-Racing   | 1-0       |
| 0-1          | Saragozza-Maiorca        | 0-1       |
| 2-0          | Getafe-Granada           | 0-1       |
| 1-0          | Levante-Siviglia         | 1-1       |
| 1-3          | Real Madrid-Barcellona   | 2-1       |
| 1-3          | Rayo-Sporting Gijón      | 1-2       |
| 4-2          | Espanyol-Atl Madrid      | 1-3       |
| 2-1          | Betis-Valencia           | 0-4       |
| 1-1          | Málaga-Osasuna           | 1-1       |
| 1-1          | Villarreal-Real Sociedad | 1-1       |

| 19. kolo       | 19                      | 38. kolo        |
| 15. ledna 2012 |                         | 13. května 2012 |
| 1-1            | Saragozza-Getafe        | 2-0             |
| 3-0            | Athletic Bilbao-Levante | 0-3             |
| 1-2            | Maiorca-Real Madrid     | 1-4             |
| 1-2            | Granada-Rayo            | 0-1             |
| 0-0            | Siviglia-Espanyol       | 1-1             |
| 4-2            | Barcellona-Betis        | 2-2             |
| 2-1            | Sporting Gijón-Málaga   | 0-1             |
| 3-0            | Atl Madrid-Villarreal   | 1-0             |
| 0-1            | Valencia-Real Sociedad  | 0-1             |
| 0-2            | Osasuna-Racing          | 4-2             |

| 2. kolo        | 2                     | 21. kolo       |
| 28. srpna 2011 |                       | 29. ledna 2012 |
| 4-3            | Valencia-Racing       | 2-2            |
| 0-0            | Atl Madrid-Osasuna    | 1-0            |
| 1-2            | S. Gijón-R. Sociedad  | 1-5            |
| 5-0            | Barcellona-Villarreal | 0-0            |
| 2-1            | Siviglia-Málaga       | 1-2            |
| 0-1            | Granada-Betis         | 2-1            |
| 1-0            | Maiorca-Espanyol      | 0-1            |
| 1-1            | Athletic Bilbao-Rayo  | 3-2            |
| 0-6            | Saragozza-Real Madrid | 1-3            |
| 1-1            | Getafe-Levante        | 2-1            |

| 5. kolo       | 5                        | 24. kolo       |
| 21. září 2011 |                          | 19. února 2012 |
| 4-0           | At Madrid-Sporting Gijón | 1-1            |
| 2-2           | Valencia-Barcellona      | 1-5            |
| 0-0           | Osasuna-Siviglia         | 0-2            |
| 1-0           | Real Sociedad-Granada    | 1-4            |
| 2-0           | Villarreal-Maiorca       | 0-4            |
| 1-0           | Málaga-Athletic Bilbao   | 0-3            |
| 4-3           | Betis-Saragozza          | 2-0            |
| 1-0           | Espanyol-Getafe          | 1-1            |
| 1-2           | Rayo-Levante             | 5-3            |
| 0-0           | Racing-Real Madrid       | 0-4            |

| 8. kolo        | 8                       | 27. kolo        |
| 16. října 2011 |                         | 11. března 2012 |
| 3-0            | Levante-Málaga          | 0-1             |
| 4-1            | Real Madrid-Betis       | 3-2             |
| 0-1            | Rayo-Espanyol           | 1-5             |
| 3-0            | Barcellona-Racing       | 2-0             |
| 2-1            | Siviglia-Sporting Gijón | 0-1             |
| 0-0            | Granada-Atl Madrid      | 0-2             |
| 1-1            | Maiorca-Valencia        | 2-2             |
| 3-1            | Athletic Bilbao-Osasuna | 1-2             |
| 2-0            | Saragozza-Real Sociedad | 0-3             |
| 0-0            | Getafe-Villarreal       | 2-1             |

| 11. kolo  | 11                        | 30. kolo   |
| 30. října |                           | 25. března |
| 1-2       | Siviglia-Granada          | 3-0        |
| 5-0       | Barcellona-Maiorca        | 2-0        |
| 1-1       | Sporting Gijón-Athletic   | 1-1        |
| 3-1       | At Madrid-Saragozza       | 0-1        |
| 3-1       | Valencia-Getafe           | 1-3        |
| 2-0       | Osasuna-Levante           | 2-0        |
| 0-1       | Real Sociedad-Real Madrid | 1-5        |
| 2-0       | Villarreal-Rayo           | 2-0        |
| 2-1       | Málaga-Espanyol           | 2-1        |
| 1-0       | Racing-Betis              | 1-1        |

| 14. kolo      | 14                      | 33. kolo  |
| 27. listopadu |                         | 11. dubna |
| 2-1           | Maiorca-Racing          | 3-0       |
| 0-1           | Athletic Bilbao-Granada | 2-2       |
| 0-1           | Saragozza-Siviglia      | 0-3       |
| 1-0           | Getafe-Barcellona       | 0-4       |
| 4-0           | Levante-Sporting Gijón  | 2-3       |
| 4-1           | Real Madrid-Atl Madrid  | 4-1       |
| 1-2           | Rayo-Valencia           | 1-4       |
| 1-2           | Espanyol-Osasuna        | 0-2       |
| 2-3           | Betis-Real Sociedad     | 1-1       |
| 2-1           | Málaga-Villarreal       | 1-2       |

| 17. kolo     | 17                        | 36. kolo  |
| 18. prosince |                           | 29. dubna |
| 2-1          | Athletic Bilbao-Saragozza | 0-2       |
| 1-2          | Maiorca-Getafe            | 3-1       |
| 2-1          | Granada-Levante           | 1-3       |
| 2-6          | Siviglia-Real Madrid      | 0-3       |
| 4-0          | Barcellona-Rayo           | 7-0       |
| 1-2          | Sporting Gijón-Espanyol   | 3-0       |
| 0-2          | Atl Madrid-Betis          | 2-2       |
| 2-0          | Valencia-Málaga           | 0-1       |
| 2-1          | Osasuna-Villarreal        | 1-1       |
| 0-0          | Racing-Real Sociedad      | 0-3       |

| 3. kolo       | 3                        | 22. kolo      |
| 11. září 2011 |                          | 5. února 2012 |
| 1-0           | Valencia-Atl Madrid      | 0-0           |
| 2-1           | Osasuna-Sporting Gijón   | 1-1           |
| 2-2           | Real Sociedad-Barcellona | 1-2           |
| 2-2           | Villarreal-Siviglia      | 2-1           |
| 4-0           | Málaga-Granada           | 1-2           |
| 1-0           | Betis-Maiorca            | 0-1           |
| 2-1           | Espanyol-Athletic Bilbao | 3-3           |
| 0-0           | Rayo-Real Saragozza      | 2-1           |
| 4-2           | Real Madrid-Getafe       | 1-0           |
| 0-0           | Racing-Levante           | 1-1           |

| 6. kolo       | 6                          | 25. kolo       |
| 25. září 2011 |                            | 26. února 2012 |
| 0-0           | Sporting Gijón-Racing      | 1-1            |
| 5-0           | Barcellona-Atl Madrid      | 2-1            |
| 1-0           | Siviglia-Valencia          | 2-1            |
| 1-1           | Granada-Osasuna            | 1-2            |
| 2-1           | Maiorca-Real Sociedad      | 0-1            |
| 1-1           | Athletic Bilbao-Villarreal | 2-2            |
| 0-0           | Saragozza-Málaga           | 1-5            |
| 1-0           | Getafe-Betis               | 1-1            |
| 3-1           | Levante-Espanyol           | 2-1            |
| 6-2           | Real Madrid-Rayo           | 1-0            |

| 9. kolo       | 9                        | 28. kolo   |
| 23. listopadu |                          | 18. března |
| 0-0           | Barcellona-Siviglia      | 2-0        |
| 2-0           | Sporting Gijón-Granada   | 1-2        |
| 1-1           | Atl Madrid-Maiorca       | 1-2        |
| 1-1           | Valencia-Athletic Bilbao | 3-0        |
| 3-0           | Osasuna-Real Saragozza   | 1-1        |
| 0-0           | Real Sociedad-Getafe     | 0-1        |
| 0-3           | Villarreal-Levante       | 0-1        |
| 0-4           | Málaga-Real Madrid       | 1-1        |
| 0-2           | Betis-Rayo               | 0-3        |
| 0-1           | Racing-Espanyol          | 1-3        |

| 12. kolo     | 12                         | 31. kolo |
| 6. listopadu |                            | 1. dubna |
| 0-0          | Granada-Racing             | 1-0      |
| 0-0          | Maiorca-Siviglia           | 1-3      |
| 2-2          | Athletic Bilbao-Barcellona | 0-2      |
| 2-2          | Saragozza-Sporting Gijón   | 2-1      |
| 3-2          | Getafe-Atl Madrid          | 0-3      |
| 0-2          | Levante-Valencia           | 1-1      |
| 7-1          | Real Madrid-Osasuna        | 5-1      |
| 4-0          | Rayo-Real Sociedad         | 0-4      |
| 0-0          | Espanyol-Villarreal        | 0-0      |
| 0-0          | Betis-Málaga               | 2-0      |

| 15. kolo    | 15                         | 34. kolo  |
| 4. prosince |                            | 15. dubna |
| 1-1         | Maiorca-Athletic Bilbao    | 0-1       |
| 1-0         | Granada-Saragozza          | 0-1       |
| 3-0         | Siviglia-Getafe            | 1-5       |
| 5-0         | Barcellona-Levante         | 2-1       |
| 0-3         | Sporting Gijón-Real Madrid | 1-3       |
| 3-1         | Atl Madrid-Rayo            | 1-0       |
| 2-1         | Valencia-Espanyol          | 0-4       |
| 2-1         | Osasuna-Betis              | 0-1       |
| 3-2         | Real Sociedad-Málaga       | 1-1       |
| 1-0         | Racing-Villarreal          | 1-1       |

| 18. kolo      | 18                     | 37. kolo       |
| 8. ledna 2012 |                        | 6. května 2012 |
| 1-0           | Racing-Saragozza       | 1-2            |
| 0-0           | Getafe-Athletic Bilbao | 0-0            |
| 0-0           | Levante-Maiorca        | 0-1            |
| 5-1           | Real Madrid-Granada    | 2-1            |
| 2-1           | Rayo-Siviglia          | 2-5            |
| 1-1           | Espanyol-Barcellona    | 0-4            |
| 2-0           | Betis-Sporting Gijón   | 1-2            |
| 0-0           | Málaga-Atl Madrid      | 1-2            |
| 2-2           | Villarreal-Valencia    | 0-1            |
| 0-0           | Sociedad-Osasuna       | 0-1            |

## Vítěz
| Primera División 2011/12 Real Madrid (32. titul) |